# Uribia
Uribia est une municipalité située dans le département de La Guajira, en Colombie.